# Albérlet
Az albérlet a bérleti szerződés azon formája, amelyben a bérbeadó nem tulajdonosa a dolognak, hanem csak bérli egy másik bérleti szerződés keretében a dolgot annak tulajdonosától.
Albérlet bármely dolgon létesíthető; jellemző a lakásbérlet területén kötött albérleti szerződés. Albérletbe csak az a bérlő adhatja a dolgot, akit erre a dolog tulajdonosa mint bérbeadó előzetesen feljogosított. A bérleti szerződéseket a polgári törvénykönyv és lakások tekintetében a lakások és helyiségek bérletére, valamint az elidegenítésükre vonatkozó egyes szabályokról szóló 1993. évi LXXVIII. törvény szabályozza.

## Az albérleti szerződés feltételei
Az albérlet főbb szabályait a polgári törvénykönyv V. fejezete szabályozza. Ezek szerint a bérlő a bérbeadó hozzájárulásával a lakást vagy annak egy részét albérletbe adhatja. Az albérleti díjban a felek szabadon állapodnak meg. A lakás albérletbe adásának érvényességéhez a szerződés írásba foglalása szükséges. Önkormányzati lakás esetén a bérbeadói hozzájárulás feltételeit önkormányzati rendelet határozza meg. A bérlő az albérleti szerződést a következő hónap utolsó napjára felmondhatja.
Az albérlő a határozatlan időre kötött albérleti szerződést a hónap tizenötödik vagy utolsó napjára felmondhatja. A felmondási idő tizenöt nap.

## Téves szóhasználat
A magyar köznyelv és a sajtónyelv - tévesen - gyakran albérletnek nevezi a tulajdonos és a bérlő között létrejövő bérleti szerződést is.